# Miksa magyar király
Ausztriai Miksa (németül: Maximilian von Österreich; Bécs, Ausztria, Német-római Birodalom, 1527. július 31. – Regensburg, Bajorország, Német-római Birodalom, 1576. október 12.), osztrák uralkodó főherceg, német-római császár és német király II. Miksa (németül: Maximilian II.) néven, valamint magyar és cseh király I. Miksa (csehül: Maxmilián II.) néven 1564-től 1576-ban bekövetkezett haláláig. A Habsburg-ház osztrák ágának tagja.
Miksa édesapját, I. Ferdinánd német-római császárt követte a Szent Német-római Birodalom trónján. Előbb Csehország királyává koronázták 1562-ben, majd ugyan ezen évben német királlyá Frankfurtban, végül 1563-ban Magyarország királyává Pozsonyban. Ő volt az első Habsburg uralkodó, aki – az egyébként választómonarchiaként működő – magyar trónt megörökölte. Uralkodását az augsburgi vallásbéke utáni konfesszionalizációs folyamat alakította. Ugyan ő maga római katolikus volt, ám az evangélikus felekezetekhez való toleráns magatartása és rokonszenve okán gyakran illetik a „Lutheránus Habsburg” ragadványnéven.
Regnálása alatt fokozódtak a törökkel szembeni harcok (ekkor zajlott Szigetvár ostroma is), valamint tovább fokozódott a Habsburg-ház spanyol ágával való versengés, mivel unokatestvére, II. Fülöp spanyol király a császári címre pályázott. Miksa uralkodásának megítélése kettős: egyrészt nem sikerült stabilizálnia a birodalmi kormányzás struktúráját, egységesíteni a keresztény csapatokat az Oszmán Birodalommal szemben és kiűzni a törököket Magyarországról, ugyanakkor vallási toleranciája révén, valamint a művészetek és tudományok támogatásával sikerült fenntartania a békét birodalmában.
Miksa a német nyelv mellett spanyolul, franciául, olaszul, csehül, magyarul és latinul is tudott. Egyszer házasodott: hitvese első-unokatestvére, Spanyolországi Mária lett, akitől tizenhat gyermeke született, köztük két későbbi német-római császár, Rudolf és Mátyás, valamint Anna spanyol királyné és Erzsébet francia királyné is. A családja többi tagjára nem jellemző életvidám természete, továbbá műveltsége és a művészi hajlamai okán hivatkoznak rá mint „a rejtélyes császár” is. Mottója: Providebit Deus (magyarul: Isten megvéd).

## Élete

### Gyermekévei, ifjúsága
1527. július 31-én született Bécsben I. Ferdinánd és Jagelló Anna elsőszülött fiúgyermekeként. Tizenöten voltak testvérek, de a három fiúgyermek közül ő volt a legidősebb, s ő lett a kijelölt trónörökös. Habitusát tekintve nem számított átlagos Habsburg uralkodónak, hiszen kimondottan életvidám természete volt, emellett műveltségével, művészi hajlamaival, továbbá a protestantizmus iránti rokonszenvével is kitűnt a család tagjai közül. Ezek miatt később a „rejtélyes császár”, illetve a némileg jogos „Lutheránus Habsburg” elnevezést kapta. Trónörököshöz méltó neveltetésben részesült, tanítói között neves humanistákat is számon tartunk. Az alapos képzésen a német mellett elsajátította a spanyol, francia, olasz, cseh, magyar és latin nyelvet is. A protestáns vallásmagyarázat alapelveit alighanem az egyik tanára ismertette meg az ifjú és mindenre nyitott Miksával. Az „eretnek tanok” iránti érdeklődését nagyban erősítette, hogy már 1543-ban szoros, baráti kapcsolatba került a protestáns Ágost szász választófejedelemmel, akitől később apja megpróbálta elszigetelni. Evégett Ferdinánd 1544-ben bátyjára, V. Károly német-római császárra bízta fia további – elsősorban politikatudományi – nevelését, ám a spanyol királyi udvarban inkább csak a képmutatást sajátította el, a buzgó katolicizmusra érzéketlen maradt. Pedig a császárnak nagy tervei voltak vele, mivel Miksát 1548-ban összeházasította leányával, Máriával, hogy majdan a halála után az ő ága, elsősorban fia, Fülöp járjon jól az utódlás alkalmával. Ebben a kérdésben viszont Miksa teljesen egyetértett apjával, Ferdinánddal, így Károlynak a fellázadt fejedelmektől 1552-ben elszenvedett veresége után a császár ez irányú tervei kudarcot vallottak. Miksa a feleségével – akit visszahúzódó természete ellenére nagyon szeretett, s tizenöt gyermekük született, köztük két későbbi császár, Rudolf és Mátyás – hosszú és eseményekben bővelkedő utazás után ugyanebben az évben tért vissza végleg Bécsbe. Utazgatásai alatt Tridentben – a katolikus egyház nagy reformzsinata idején – a protestáns nézetei miatt állítólag egy bíboros meg akarta mérgezni. A Spanyolországból hozott elefántjai is nagy érdeklődést keltettek birodalomszerte, s Miksa utazása után „Az elefánthoz” nevet viselő fogadók száma rendkívüli módon megszaporodott.
Ferdinánd diplomáciájának eredményeképpen a már régóta tartó vallásháborút 1555-ben az augsburgi békével sikerült lezárni, ám az apjára jellemző kompromisszumos katolicizmus határát Miksa már átlépte. Apja, a pápa és az új spanyol király, II. Fülöp nyomására Miksa színleg ismét visszakozott, s nem pártolt át a protestáns fejedelmek táborába, sőt 1562-ben formálisan esküt tett, hogy élete végéig a katolikus vallás híve marad. A betegeskedő Ferdinánd ezt azzal honorálta, hogy engedélyt adott fia királlyá koronázására. A trónörökös főherceget 1562. szeptember 20-án Prágában cseh, 1562. november 30-án Frankfurtban német-római, majd 1563. szeptember 8-án Pozsonyban magyar királlyá koronázták.
Ferdinánd még az 1564 júliusában bekövetkezett halála előtt kevéssel is aggódott Miksa lutheránussága miatt, ám az új császár megpróbálkozott ugyan egy protestánsok számára kedvező valláspolitikával, a katolikus fejedelmek, a pápa és II. Fülöp miatt azonban kénytelen volt visszatérni az 1555-ös kompromisszum elveihez.

### Uralkodása

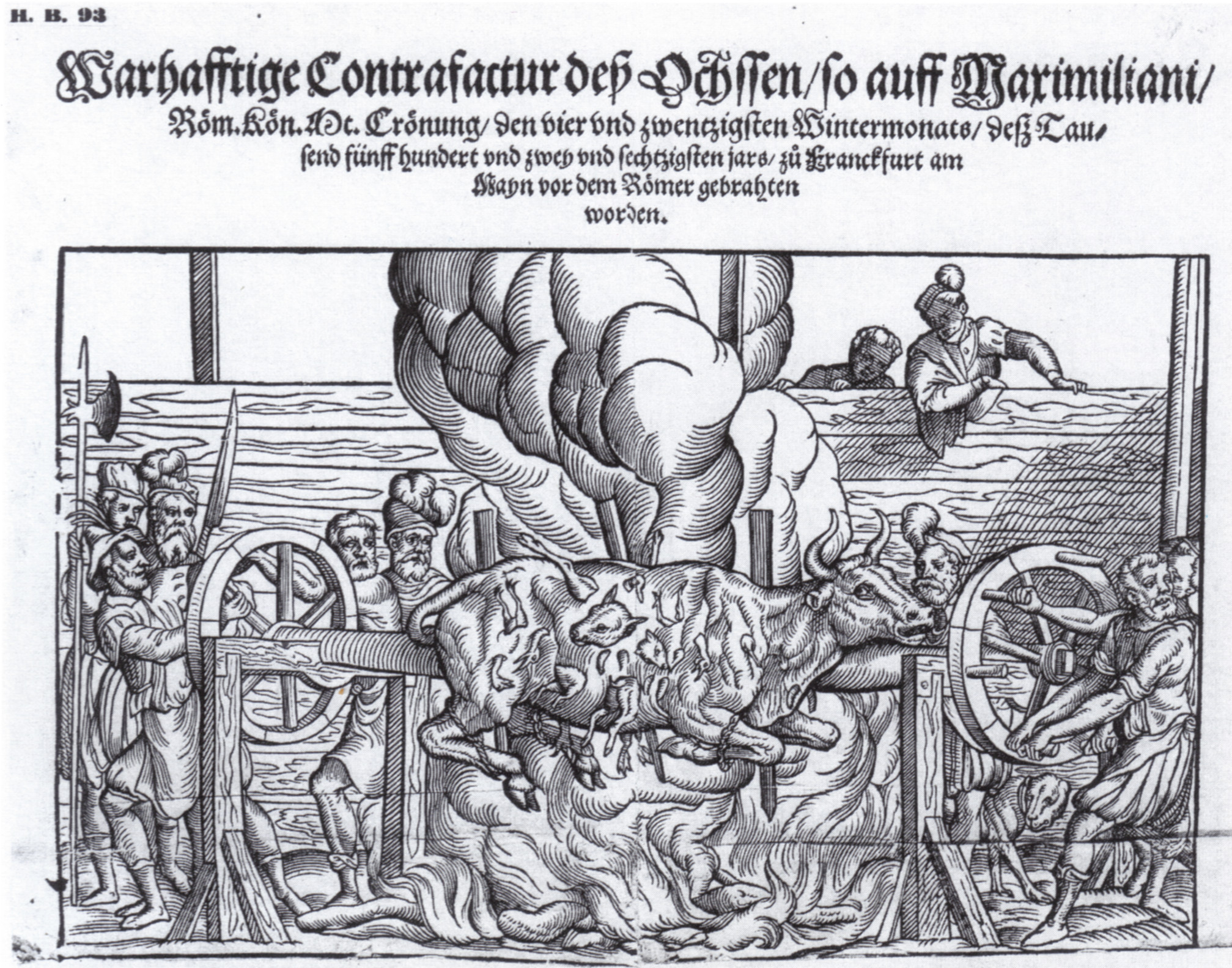
Ökörsütés 1564. július 26-án, Miksa koronázási ünnepségén

I. Miksa (császárként II. Miksa) apja halála után, 1564. július 26-án foglalta el a trónt. Tizenkét évig tartó uralkodásának a vallás mellett a másik nagy problémáját a török kérdés jelentette. 1565 februárjában háborút indított a török Magyarországról való kiűzése érdekében. Schwendi Lázár császári fővezér elfoglalta Tokajt és Szerencset, de a keresztény sereg sikerei nem maradtak török részről megtorlatlanul. Az idős Szulejmán szultán 1566 tavaszán hatalmas – több mint 100 000 fős – sereggel a Magyar Királyság ellen indult. A törökök hadi célja elsősorban Gyula, Szigetvár és Eger elfoglalása volt. Miksa azonban jól felkészült, mivel egy igen tekintélyes összeget (1,7 millió forintot) szavaztatott meg a birodalmi gyűléssel, aminek folytán 86 000 fős hadsereg védte a körülbelül 1000 kilométer hosszú határvonalat.

I. Miksa

A Győr mellett várakozó császári fősereg azonban elszalasztotta a lehetőséget a felvonuló ellenség megtámadására, s így Szigetvár hős védőinek esélyük sem volt a vár megvédésére. Zrínyi Miklós és katonái 1566. szeptember 7-én inkább a hősi halált választották, mint a török fogságot, áldozathozataluk azonban nem volt hiábavaló, mivel a törökök Szigetvár alatt 25-30 000 embert vesztettek. Ez a tekintélyes veszteség akkor is véget vetett volna a hadjáratnak, ha az idős Szulejmán szultán nem halt volna meg a táborban szeptember 6-án. A szigetvári hősök tette az egész keresztény világ csodálatát kivívta, Magyarországra nem közvetetten békét is hozott, mivel az új török szultán, II. Szelim a birodalom belső problémái miatt hajlott a békekötésre az óvatos, kockázatot nem vállaló Miksával. A törökök számára előnyös drinápolyi békét 1568. február 17-én kötötték meg, amelyben Miksa jogilag is elismerte a török hódítást és a török portának évi 30 000 arany adó fizetésére kötelezte magát.

#### Az erdélyi kérdés
Miksa az erdélyi kérdést a törökkel ellentétben sikeresebben rendezte el, s nem rajta múlott, hogy Erdély és a Partium nem tudott egyesülni a Magyar Királysággal. Schwendi katonái a török segédcsapatok támogatása ellenére 1565 és 1567 között elfoglalták a török által pártfogolt János Zsigmondtól az ország északkeleti-tiszántúli részét, s ennek következtében János Zsigmond az 1570 augusztusában megkötött speyeri egyezményben lemondott a választott királyi címről, elismerte Miksát, s hűségesküt fogadott neki. Emellett vállalta, hogy amennyiben fiú örökös nélkül hal meg, Erdélyt is a Habsburgok öröklik. Ám négy nappal azután, hogy az erdélyi országgyűlés jóváhagyta a szerződést, váratlanul elhunyt János Zsigmond. Az erdélyi rendek – tartva egy Erdély elleni török támadástól – 1571 májusában mégis új fejedelmet választottak Báthory István személyében, így az esély a két országrész egyesítésére ismételten elszalasztódott.

#### Törökellenes szövetség
Miksa Spanyolország, a pápa és az itáliai államok szövetségéhez sem csatlakozott, holott a közösen és összehangoltan megindított török elleni szárazföldi és tengeri támadás alighanem sikerrel járt volna (1571-ben Lepantónál V. Károly törvénytelen fia, Don Juan de Austria szétverte a török flottát, de a szövetségesek nem tudták kihasználni a győzelmet, pedig az véget vetett a törökök mediterráneumi térségben lévő erőfölényének). A törökellenes szövetséghez Miksa valószínűleg a II. Fülöppel szembeni személyes ellentét miatt nem csatlakozott. A nagy hatalmú spanyol király ugyanis szintén a császári trónt kívánta megszerezni. A megegyezés pedig évtizedekkel megrövidíthette volna a török magyarországi jelenlétet.

#### Lengyel politika
Miksa figyelme az erdélyi kérdés megoldása helyett inkább a lengyel korona megszerzése felé kezdett irányulni, ugyanis 1572-ben II. Zsigmond Ágost halálával kihalt a Jagelló-dinasztia férfiága. Miksa már korábban is Lengyelország trónjára törekedett, s – amellett, hogy rokoni szálak fűzték Zsigmond Ágosthoz, mivel Miksa anyai nagyapja, II. Ulászló magyar király és Zsigmond Ágost apja, I. Zsigmond fivérek voltak – két leánytestvérét is feleségül adta Zsigmond Ágosthoz. Erzsébetet azonban állítólag anyósa mérgezte meg, Katalint pedig visszaküldték Bécsbe. Ennek ellenére a császár a kijelölt trónörökös, Rudolf idősebb öccsét, Ernő főherceget, majd saját magát jelöltette lengyel királynak. A lengyel nagyurak többsége azonban inkább Valois Henrik herceget, majd annak francia királlyá választása után Báthory István erdélyi fejedelmet választotta királlyá, 1576-ban.

## Utolsó évei
Miksa már hosszú ideje betegeskedett – valószínűleg szívbeteg volt –, amikor hivatalosan is megkoronáztatta legidősebb fiát, a Spanyolországban nevelkedett, hithű katolikusnak látszó II. Rudolfot, aki 1572-től a magyar királyi, 1575-től a cseh és német-római királyi címet is viselte. A „protestáns császár” 1576. október 12-én a regensburgi birodalmi gyűlés ideje alatt hunyt el. Országlása alatt többé-kevésbé rendezte a török és az erdélyi kérdést, ami viszonylagos nyugalmat hozott az ország számára. Szorgalmas, jóindulatú fejedelem halt meg benne, aki azonban a reá várakozó nagy feladatok közül mondhatni egynek sem bírt megfelelni. A vallási ügyben tanúsított mérsékletét dicsérettel említhetjük.

## Házassága és gyermekei

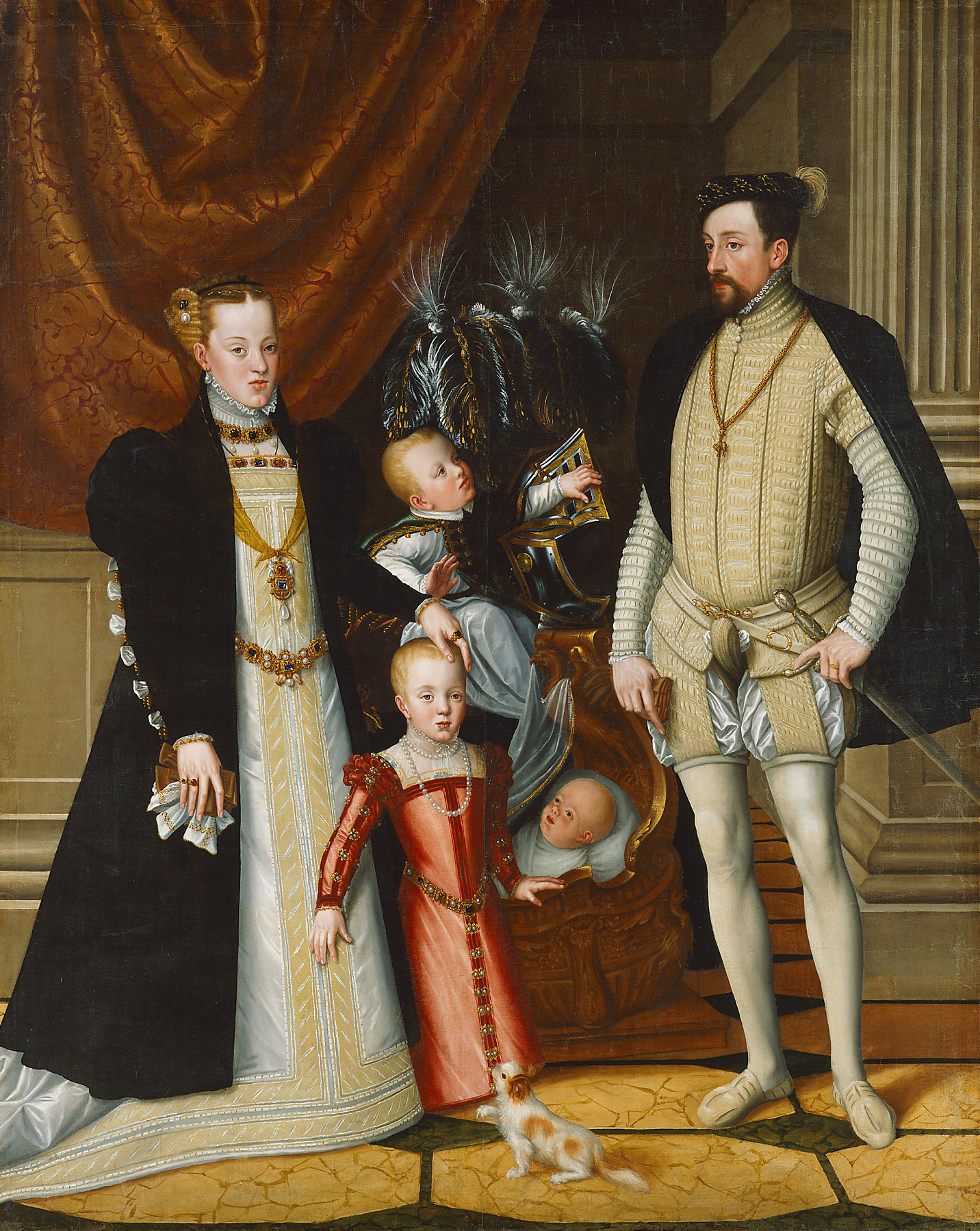
Miksa felesége, Mária infánsnő és három gyermekük, Anna főhercegnő, Rudolf és Ernő főherceg körében Giuseppe Arcimboldo festményén

Miksa egyszer házasodott, és tizenöt gyermeke született, akik közül nyolc érte meg a felnőttkort.
Felesége a Habsburg-ház spanyol ágából származó Mária spanyol infánsnő, egyben első unokatestvére volt. Mária V. Károly német-római császár és spanyol király (Miksa apai nagybátyja), és Avis Izabella portugál infánsnő legidősebb leánygyermeke volt. Házasságukra 1548. szeptember 13-án került sor Valladolidban. Gyermekeik:
- Anna főhercegnő (1549. november 2. – 1580. október 26.), II. Fülöp spanyol király negyedik felesége
- Ferdinánd főherceg (1551. március 28. – 1552. június 25.) gyermekként meghalt.
- Rudolf főherceg (1552. július 18. – 1612. január 20.) később apját követően német-római császár, magyar és cseh király
- Ernő főherceg (1553. július 15. – 1595. február 12.) a Spanyol-Németalföld kormányzója lett.
- Erzsébet főhercegnő (1554. július 5. – 1592. január 22.) házasságot kötött IX. Károly francia királlyal.
- Mária főhercegnő (1555. július 27. – 1556. június 25.) gyermekként meghalt.
- Mátyás főherceg (1557. február 24. – 1619. március 20.) testvérét követően német-római császár, magyar és cseh király
- halva született fiú (1557. október 20.)
- Miksa főherceg (1558. október 12. – 1618. november 2.) a Német Lovagrend nagymestere
- Albert főherceg (1559. november 15. – 1621. július 13.), a Spanyol-Németalföld helytartója
- Vencel főherceg (1561. március 9. – 1578. szeptember 22.) fiatalon meghalt.
- Frigyes főherceg (1562. június 21. – 1563. január 16.) gyermekként meghalt.
- Mária főhercegnő (1564. február 19. – 1564. március 26.) gyermekként meghalt.
- Károly főherceg (1565. szeptember 26. – 1566. május 23.) gyermekként meghalt.
- Margit főhercegnő (1567. január 25. – 1633. július 5.) apáca lett
- Eleonóra főhercegnő (1568. november 4. – 1580. március 12.) gyermekként meghalt.

## Titulusai

### Címei
Örökös címei:
- Ausztria főhercege
- Habsburg fejedelmi grófja
- Német, magyar és cseh királyi herceg

Csehország királya mint I. Miksa: 1564. július 26. – 1576. október 12.
koronázása: Szent Vitus-székesegyház, Prága, 1562. szeptember 20.
A Szent Német-római Birodalom császára mint II. Miksa: 1564. július 26. – 1576. október 12.
- Német király: 1562. november 30. – 1576. október 12.

koronázása: Szent Bertalan-dóm, Frankfurt, 1562. november 30.
Magyarország királya mint Miksa: 1564. július 26. – 1576. október 12.
- Horvátország, Dalmátország, Szlavonország, Ráma, Szerbország, Galiczia, Lodoméria, Kunország, Bolgárország királya

koronázása: Szent Márton-dóm, Pozsony, 1563. szeptember 8.
Ausztria uralkodó főhercege mint II. Miksa: 1564. július 26. – 1576. október 12.

### Címerei
|                                               |                                                |                                                        |                                                       |
| Miksa címre mint osztrák főherceg (1527–1576) | Miksa címre mint a rómaiak királya (1562–1576) | Miksa középcímere mint német-római császár (1564–1576) | Miksa nagycímere mint német-római császár (1564–1576) |